# Ilex integra
Ilex integra — вид квіткових рослин з родини падубових.

## Морфологічна характеристика
Це вічнозелене невелике дерево ≈ 5.5 метрів заввишки. Кора сіро-біла. Гілочки коричневі, міцні, поздовжньо-морщинисто-складчасті. Ніжка листка 10–15 мм, гола, абаксіально (низ) закруглена, адаксіально (верх) поздовжньо борозенчаста, дистальна половина вузькокрила. Листова пластина абаксіально зеленувата, адаксіально насичено-зелена, обернено-яйцювата чи обернено-яйцювато-еліптична, рідко зворотно-ланцетна, 3.5–8 × 1.5–4.5 см, обидві поверхні голі, край цільний, верхівка тупо-округла, з коротким широким загостренням. Плід червоний, кулястий, 10–12 мм у діаметрі. Квітне у квітні; плодить у липні — жовтні.

## Поширення
Ареал: сх. Китай, Тайвань, Корея, цн. і пд. Японія. Населяє пагорби вздовж берегів моря; приблизно від 200 метрів до високих висот.

## Використання
Молоде листя варять лише коли нема чого їсти. Екстракт листя використовується як інгредієнт у комерційних косметичних препаратах як кондиціонер для шкіри.

## Галерея

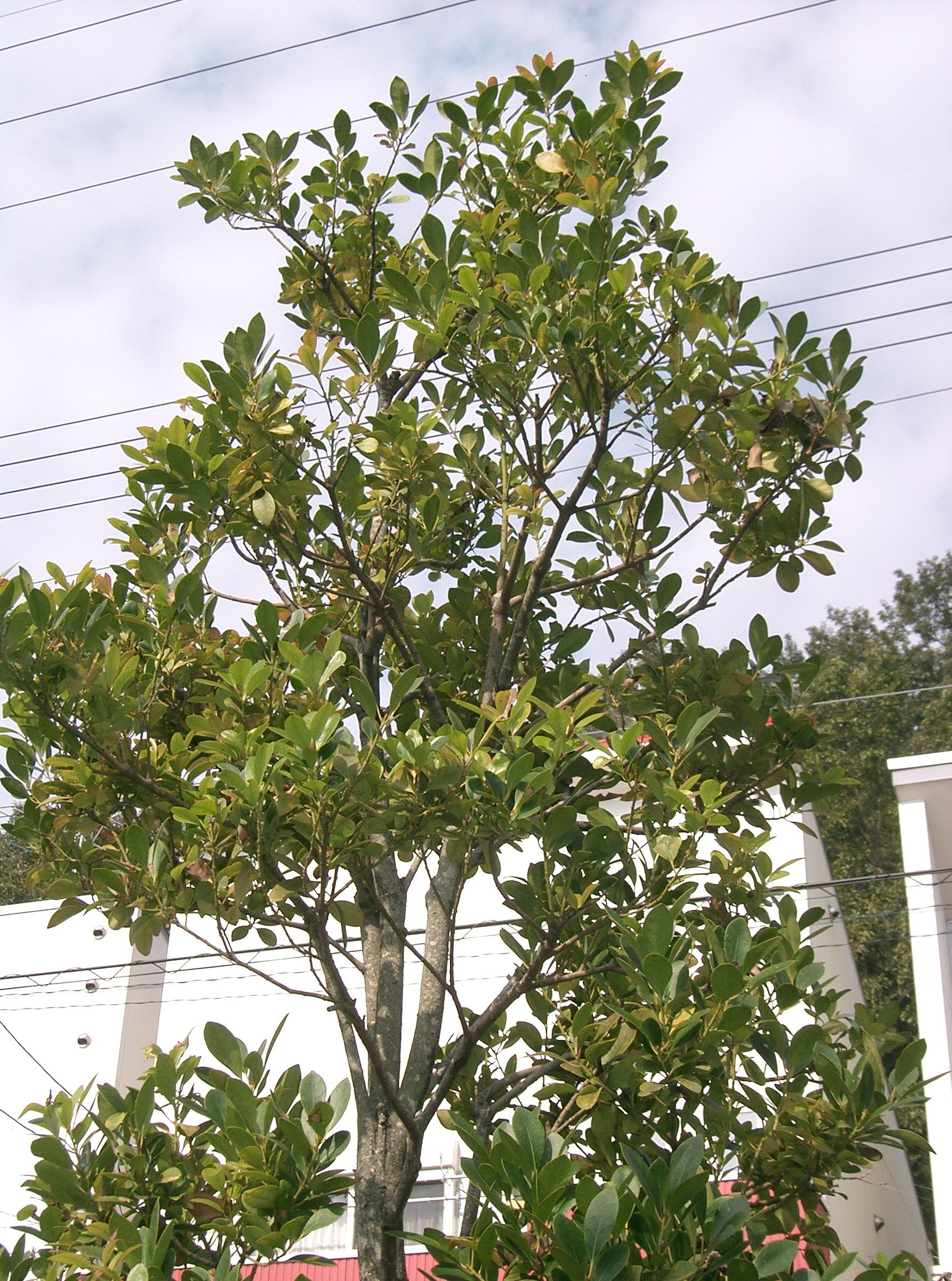
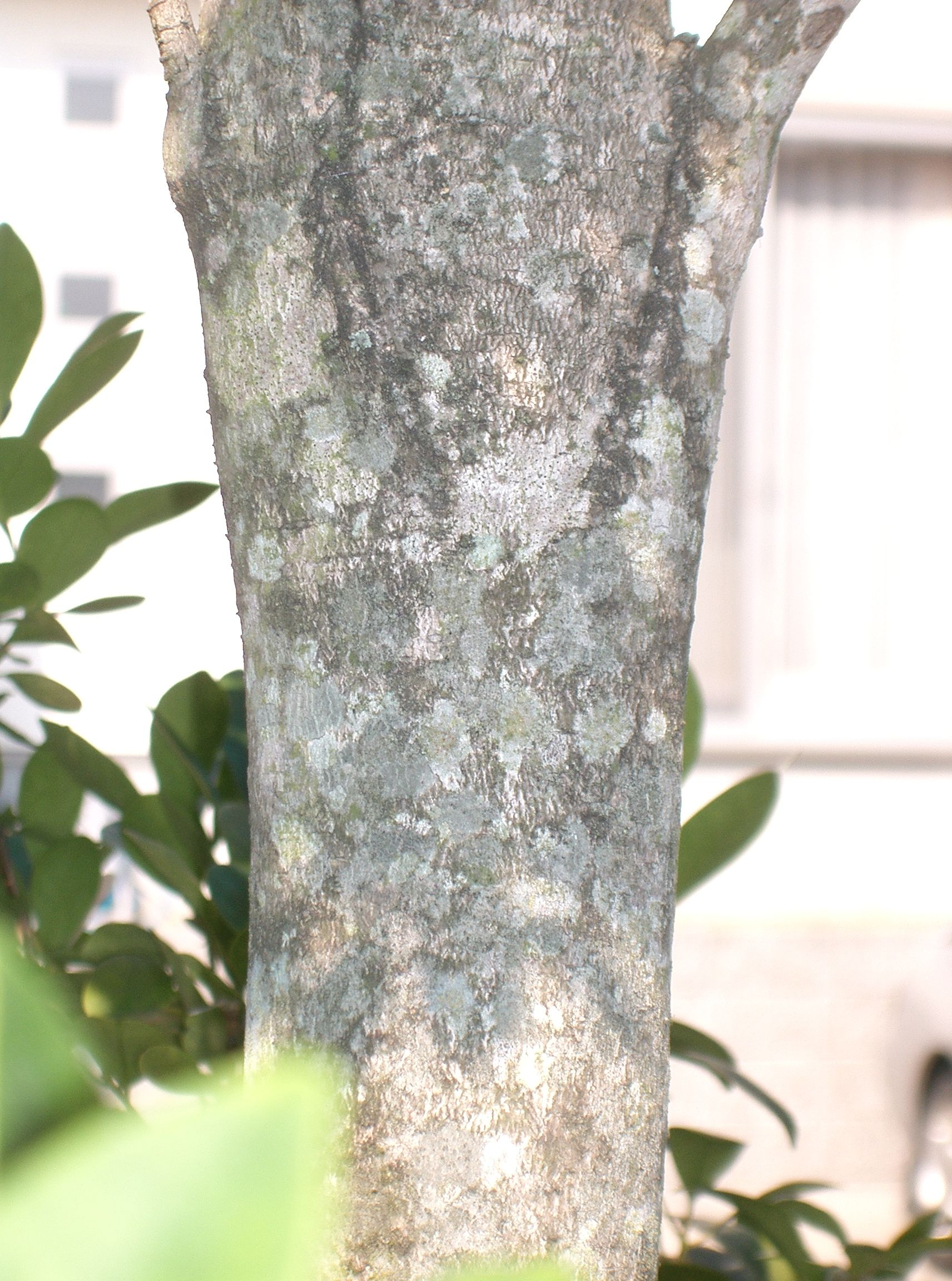
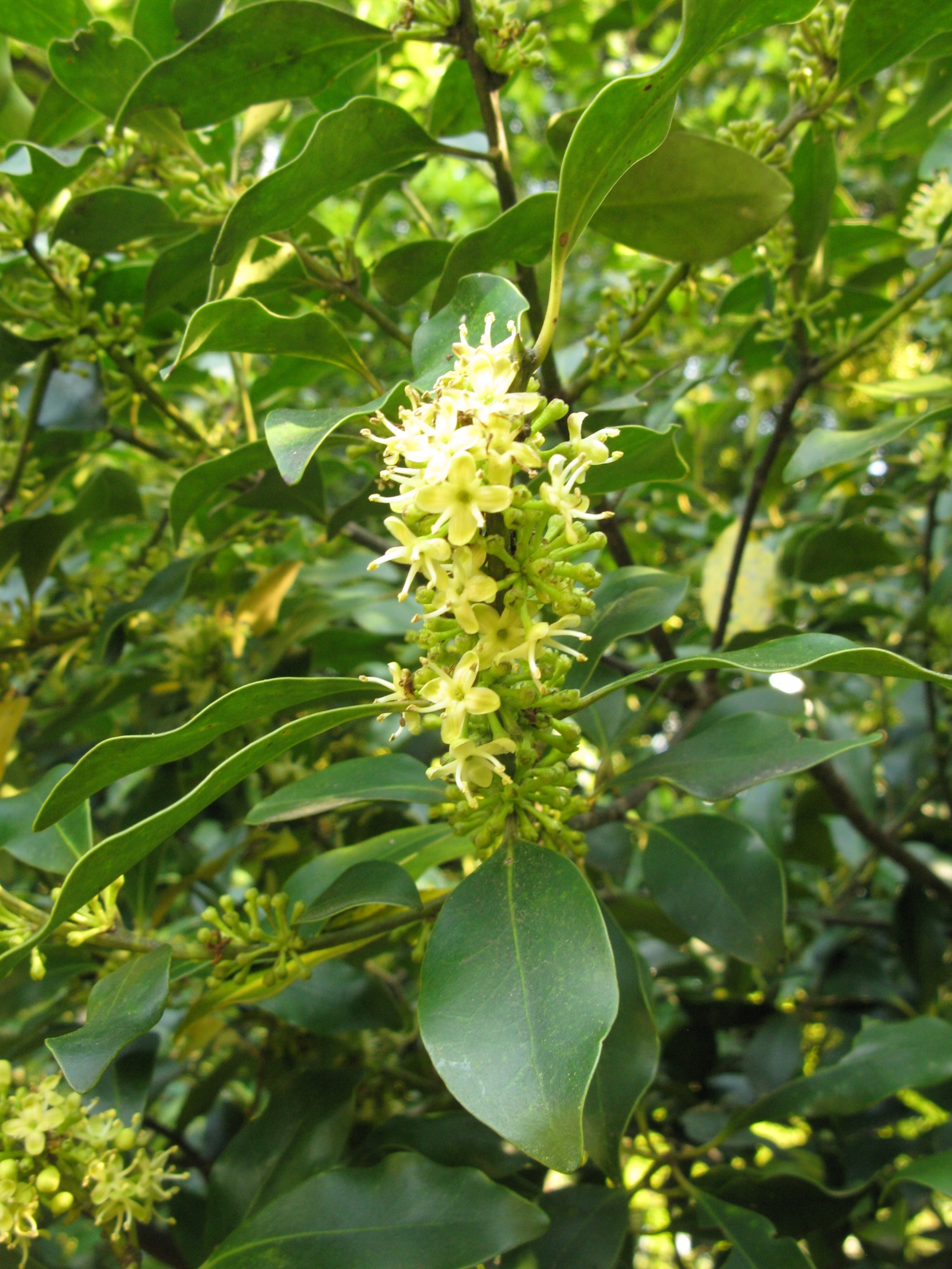